# Chuck (série télévisée)
Pour les articles homonymes, voir Chuck.
Chuck est une série télévisée américaine en 91 épisodes de 42 minutes, créée par Josh Schwartz et Chris Fedak, produite par McG, diffusée du 24 septembre 2007 au 27 janvier 2012 sur le réseau NBC aux États-Unis. Au Canada, les trois premières saisons ont été diffusées sur Citytv et les deux dernières en simultané sur CHCH-DT / CJNT-DT.
En France, la série a été diffusée à partir du 9 novembre 2008 sur TF1 (seulement la première saison) puis à partir du 1er octobre 2011 sur NT1, en Belgique, depuis le 21 novembre 2008 sur La Deux ou La Une et au Québec depuis le 4 mars 2009 sur Ztélé.

## Synopsis
Chuck Bartowski est un nerd, un passionné d'ordinateurs qui travaille au Buy More de Burbank, une grande surface d'électroménager, d'électronique et multimédia, plus particulièrement dans le SAV informatique appelé Nerd Herd, qui est une parodie de la Geek Squad.
En tant que nerd, il n'est pas très doué avec les filles. Sa sœur Ellie, qui sort avec Devon Woodcomb, alias « capitaine Trop Top » (Captain Awesome en version originale), le pousse d'ailleurs gentiment à tenter sa chance.
Sa vie bascule le jour où Bryce Larkin, son ancien meilleur ami de l'Université Stanford, lui envoie un e-mail mystérieux qui contient toute la base de données chiffrées réunissant les informations de la NSA et de la CIA, l’Intersecret (Intersect en version originale). L'inconscient de Chuck détient alors toutes les données de ces deux agences qui se révèlent par des flashs à la vue de certains objets, personnes, tatouages, logotypes de restaurant, etc.
Arrivent aussitôt John Casey de la NSA, un homme d'une grande force physique, intelligent et surtout fidèle à son pays ainsi que Sarah Walker de la CIA, une très belle femme pleine de talents et de charme, qui l'initient au monde de l'espionnage et tentent de le protéger au cours de toutes ses aventures.
La vie de Chuck est alors partagée entre Sarah dont il tombe amoureux, son meilleur ami Morgan Grimes, sa sœur Ellie, son emploi au Buy More, les missions d'espionnage et les mystères de sa vie.

## Distribution

### Acteurs principaux
- Zachary Levi (VF : Tanguy Goasdoué) : Charles « Chuck » Irving Bartowski
- Yvonne Strahovski (VF : Laura Blanc) : Sarah Lisa Walker-Bartowski
- Adam Baldwin (VF : David Krüger) : major puis colonel John Casey
- Joshua Gomez (VF : William Coryn) : Morgan Grimes
- Sarah Lancaster (VF : Caroline Lallau) : Eleanor « Ellie » Bartowski-Woodcomb
- Ryan McPartlin (VF : Stéphane Pouplard) : Devon Woodcomb alias « Capitaine Trop Top » (« Captain Awesome ») (principal à partir de la saison 2)
- Mark Christopher Lawrence (VF : Pascal Massix) (puis Pascal Casanova à partir de la saison 2) : Michael Tucker alias « Big Mike » (principal à partir de la saison 2)
- Scott Krinsky (VF : Jacques Bouanich) : Jefferson « Jeff » Barnes (principal à partir de la saison 2)
- Vik Sahay (VF : Pascal Nowak) : Lester Patel (principal à partir de la saison 2)
- Julia Ling (VF : Ysa Ferrer) : Anna Melinda Wu (récurrente saison 1, principale saison 2, invitée saison 3)
- Bonita Friedericy (VF : Françoise Pavy) : le général Diane Beckman (récurrente saisons 1, 2, 3 et 5, principale saison 4)

Photos des acteurs principaux
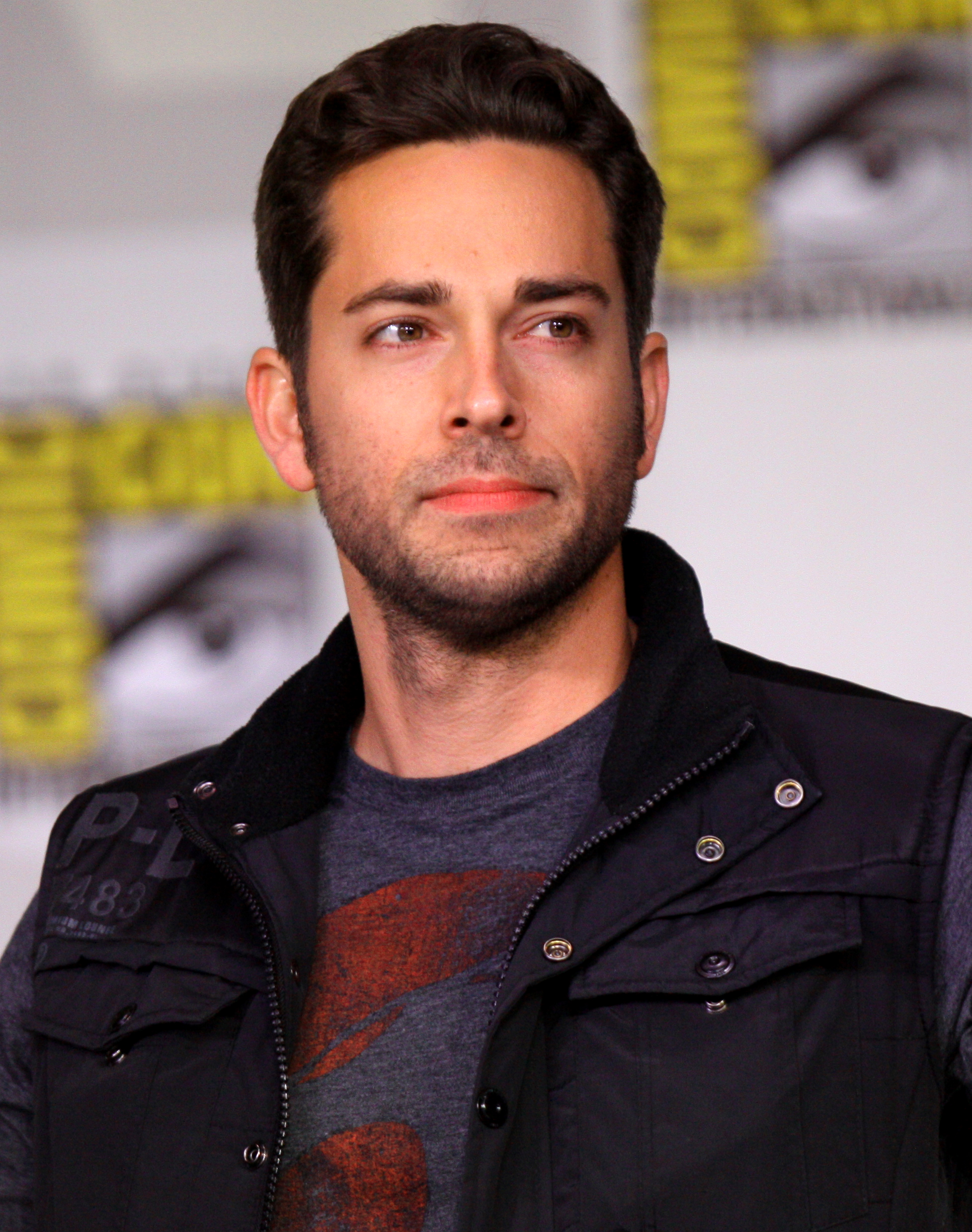
Zachary Levi interprète Chuck Bartowski.
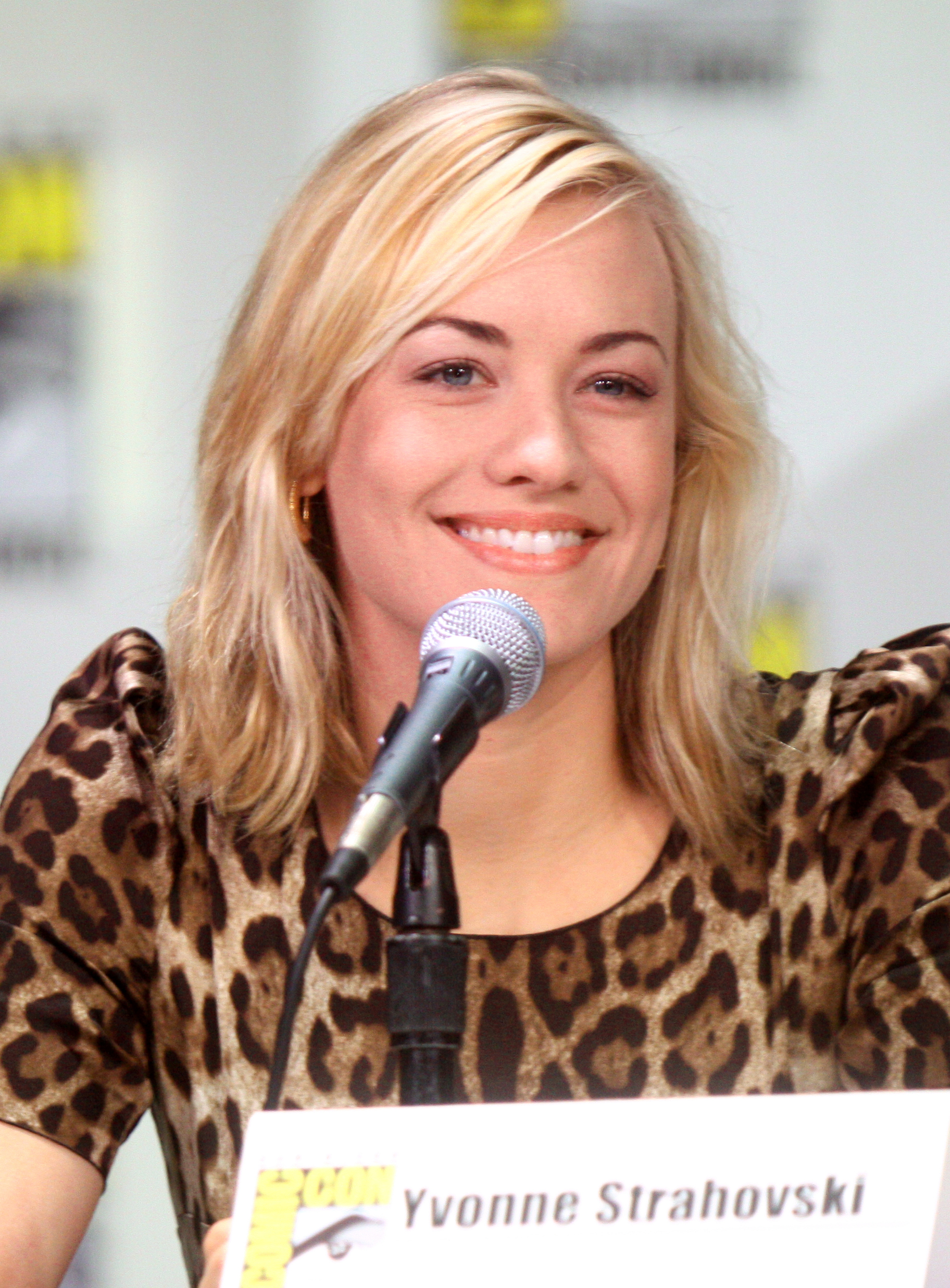
Yvonne Strahovski interprète Sarah Bartowski-Walker.
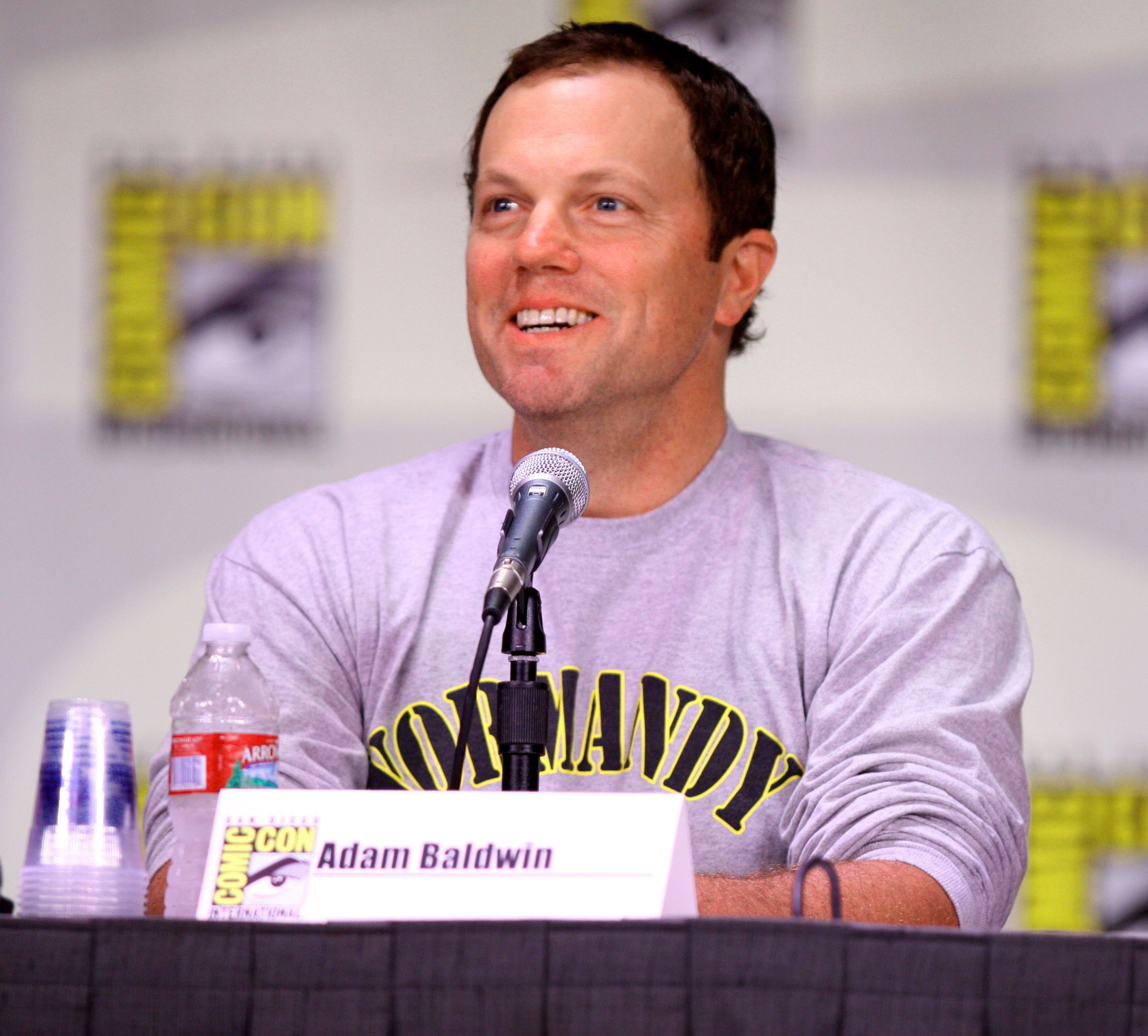
Adam Baldwin interprète John Casey.
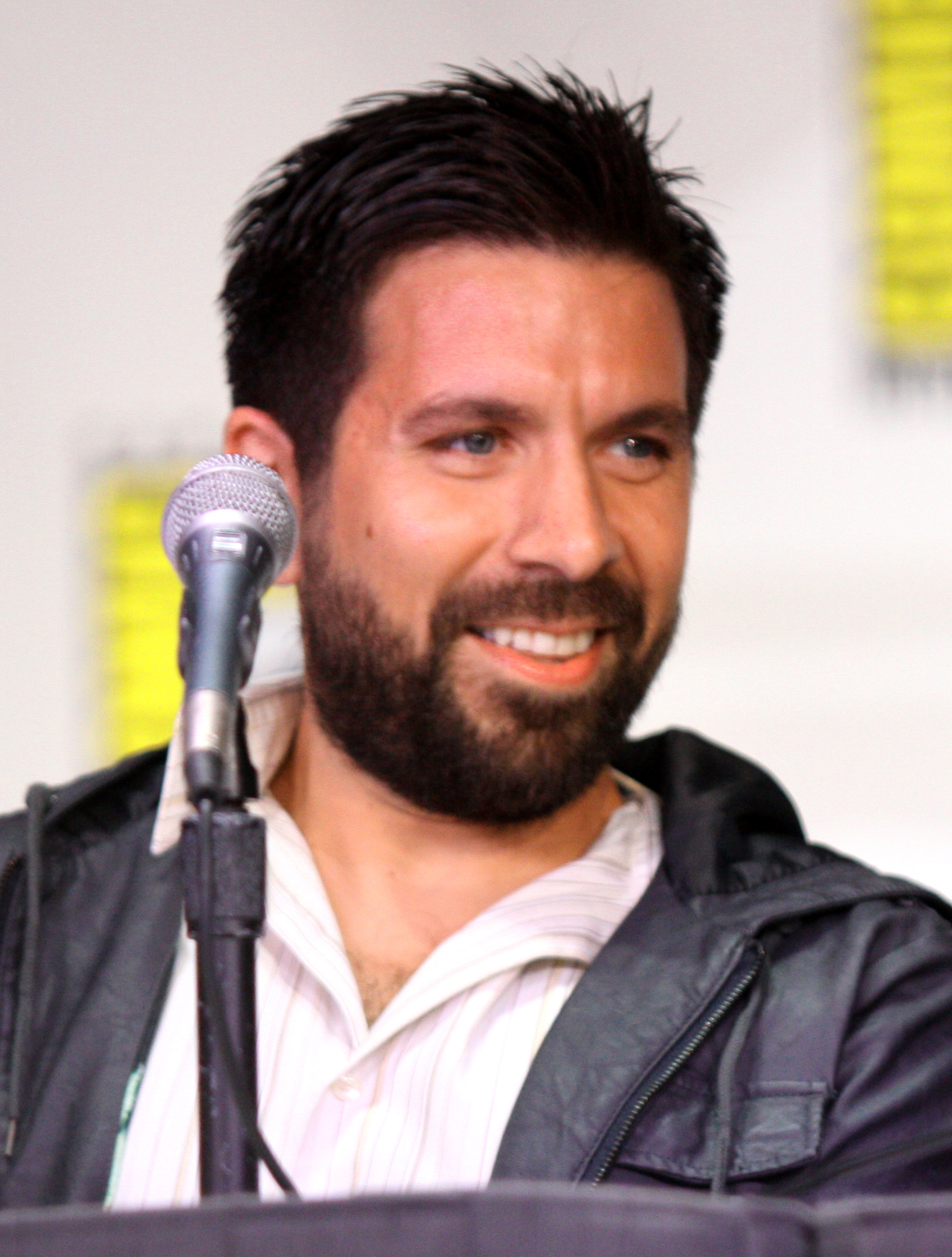
Joshua Gomez interprète Morgan Grimes.
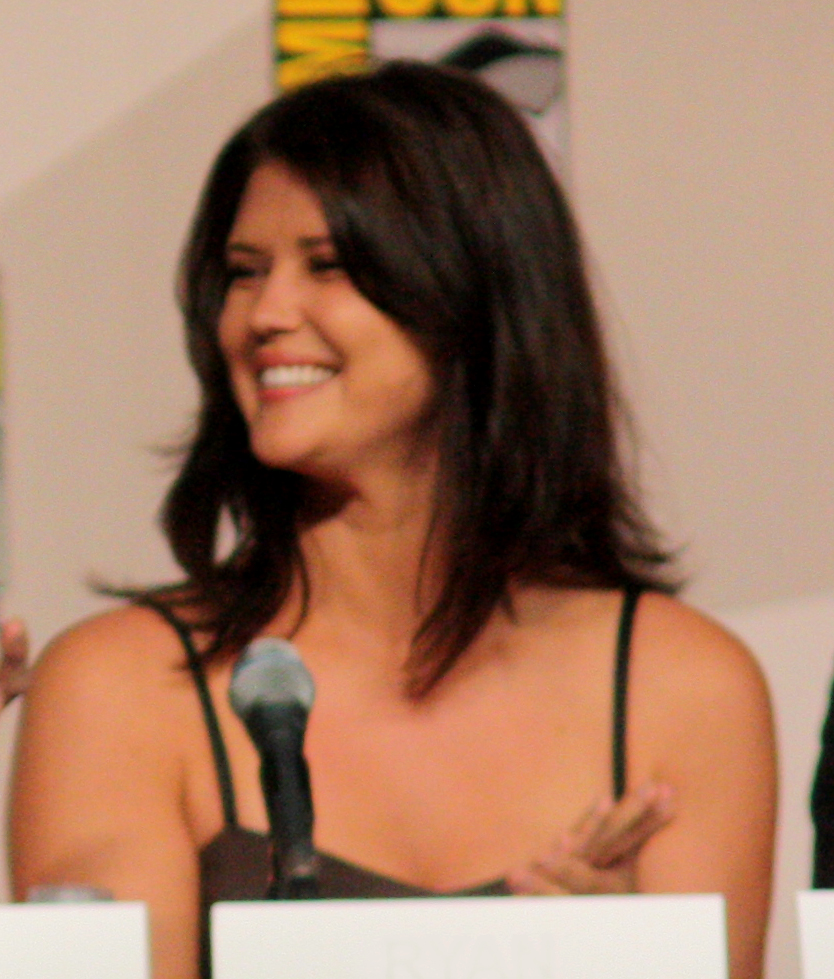
Sarah Lancaster interprète Ellie Woodcomb-Bartowski.
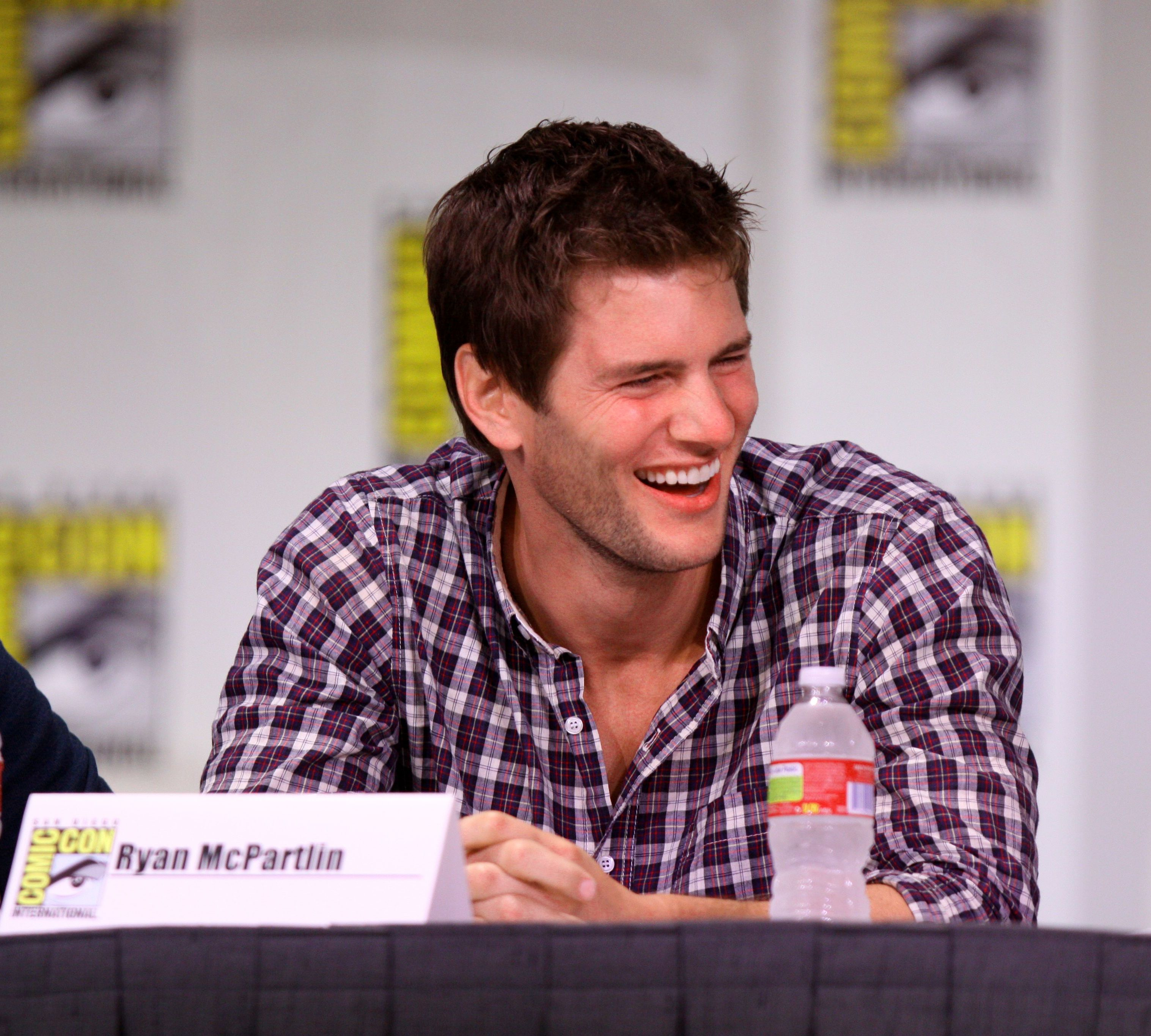
Ryan McPartlin interprète Devon « Capitaine Trop Top » Woodcomb.
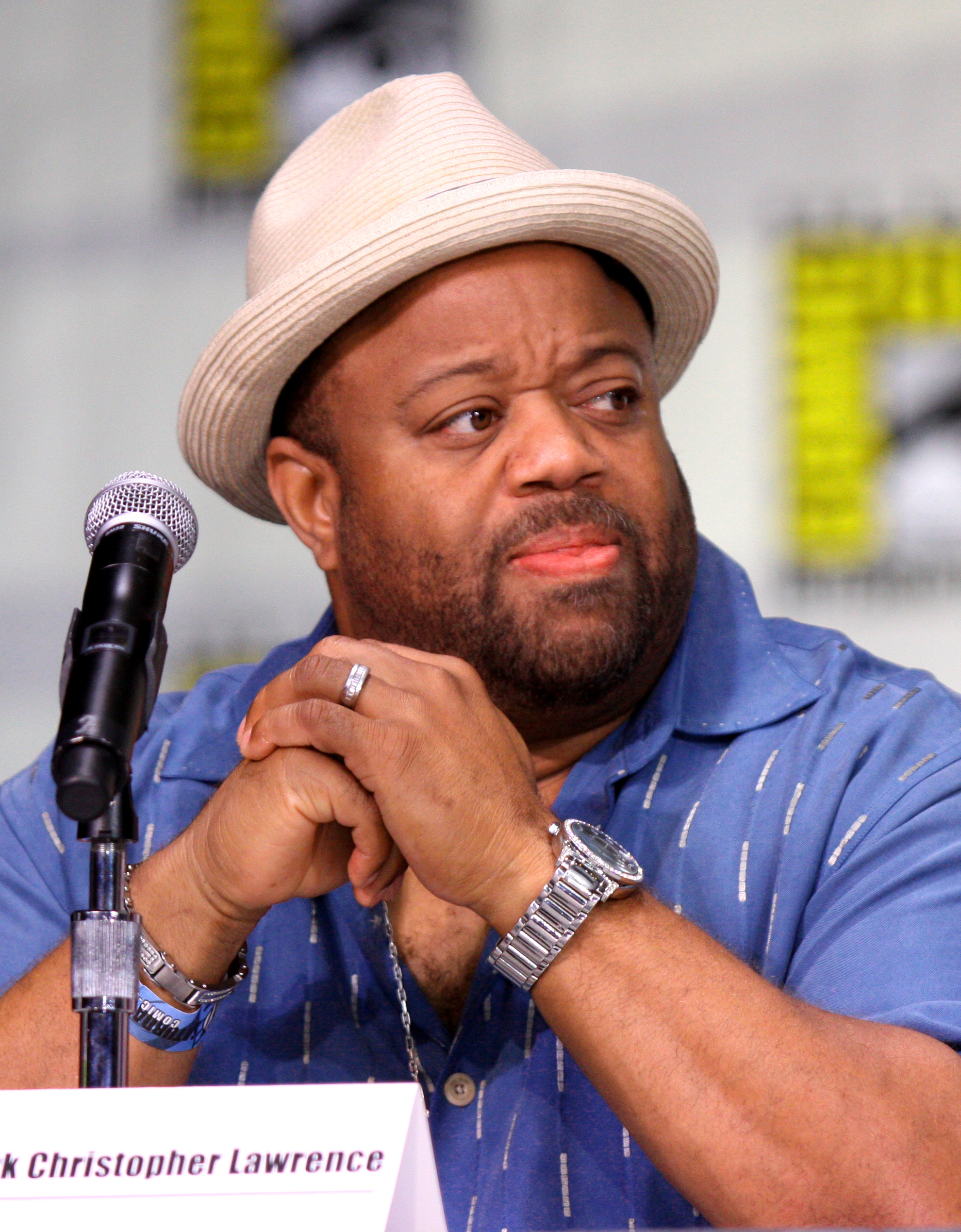
Mark Christopher Lawrence interprète Michael « Big Mike » Tucker.
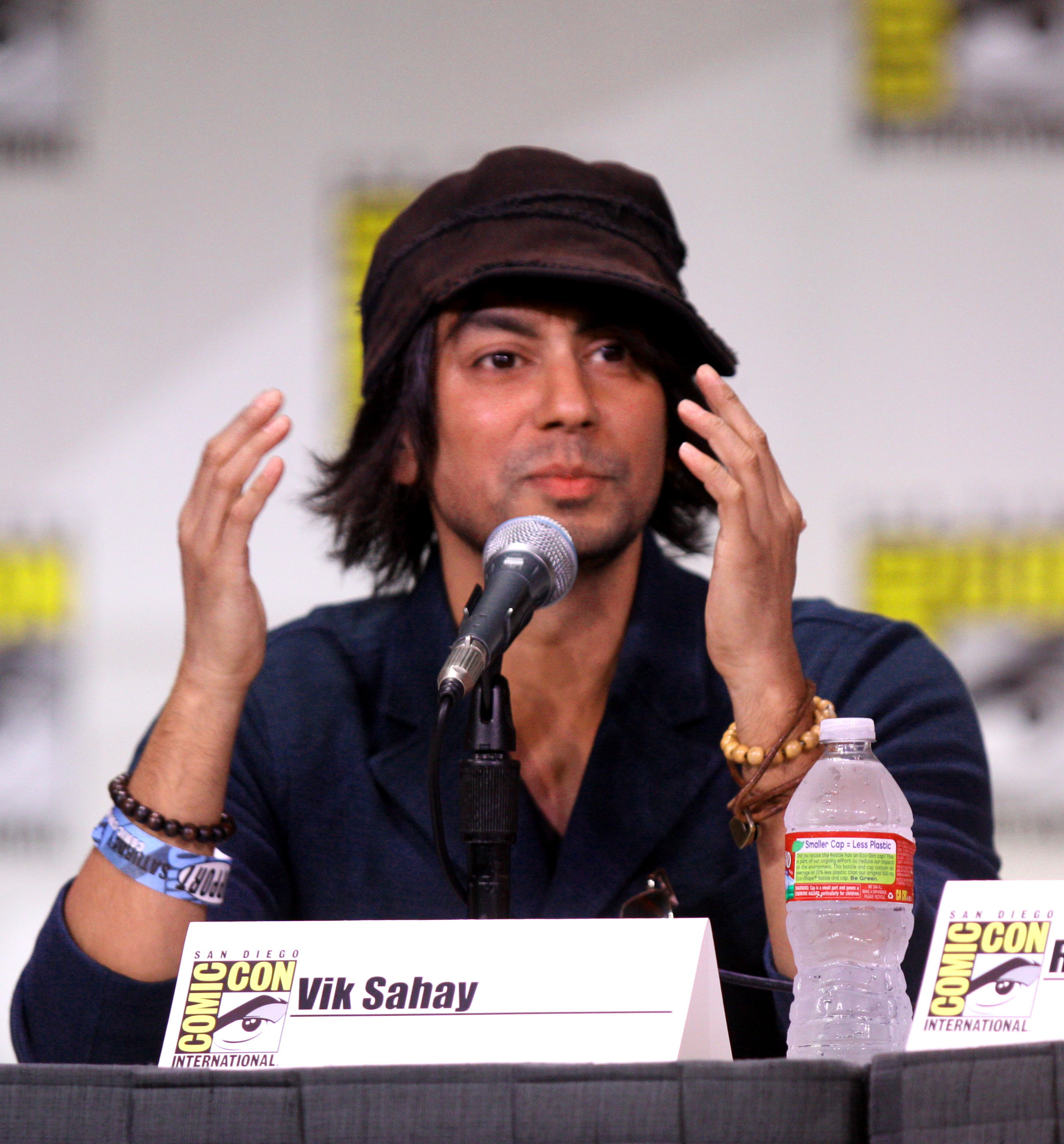
Vik Sahay interprète Lester Patel.
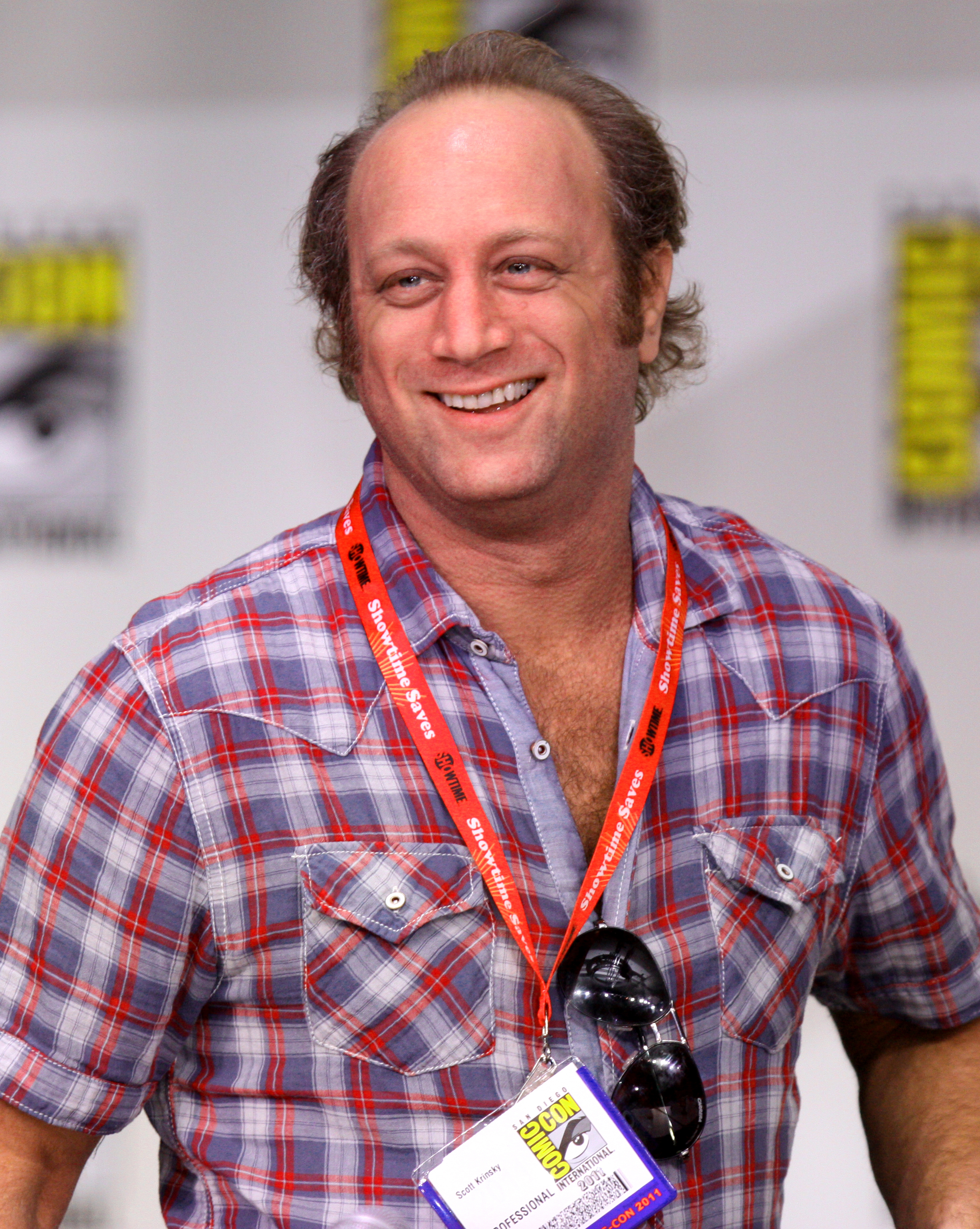
Scott Krinsky interprète Jeffrey « Jeff » Barnes.
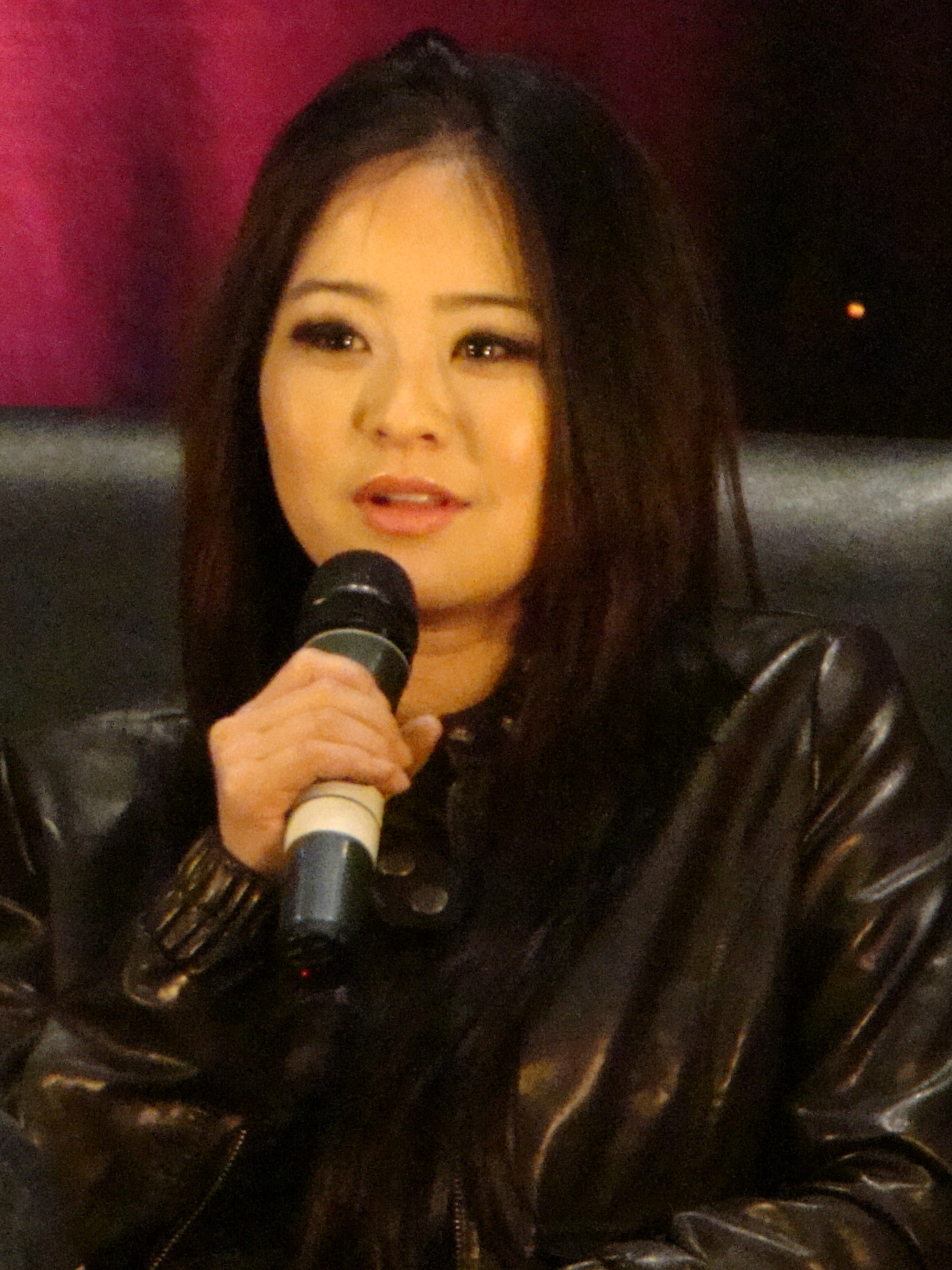
Julia Ling interprète Anna Melinda Wu.
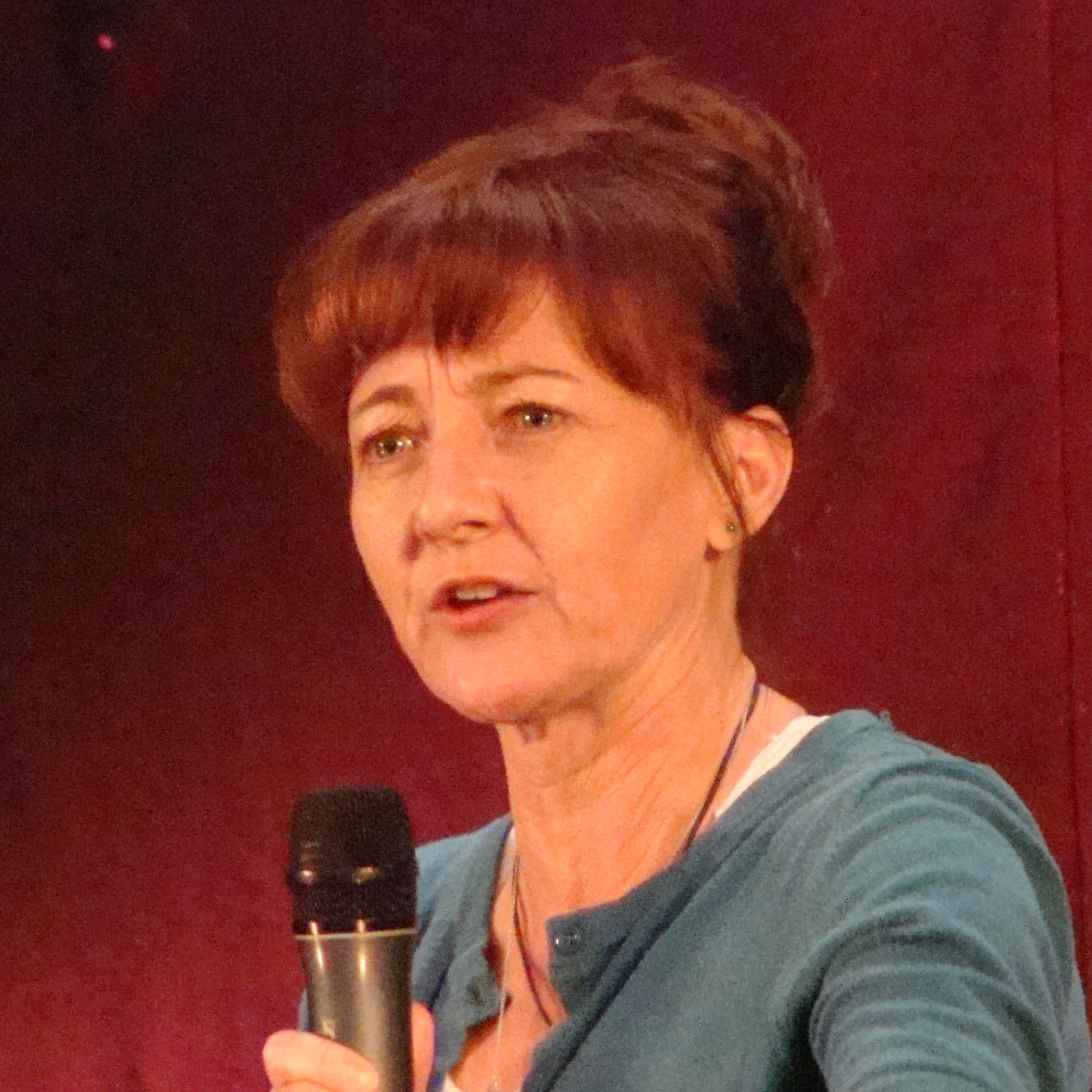
Bonita Friedericy interprète le général Diane Beckman.

### Acteurs récurrents
- Matthew Bomer (VF : Jérémy Bardeau) : Bryce Larkin (saisons 1 et 2)
- C. S. Lee (VF : Pierre Val) : Harry Tiberius Tang (saison 1)
- Tony Todd (VF : Thierry Desroses) : Langston Graham, directeur de la CIA (saisons 1 et 2 / invité saison 5, épisode 8)
- Jordana Brewster (VF : Natacha Muller) : Jill Roberts (saison 2)
- Tony Hale (VF : Nessym Guetat) : Emmett Milbarge (saisons 2 et 3)
- Scott Bakula (VF : Guy Chapellier) : Stephen J. Bartowski, père de Chuck et Ellie, nom d'agent Orion (saisons 2, 3 + voix off saison 4, épisode 7)
- Kristin Kreuk (VF : Charlotte Marin) : Hannah (saison 3)
- Brandon Routh (VF : Adrien Antoine) : Daniel Shaw (saison 3 / invité saison 5, épisode 7)
- Scott Holroyd (en) (VF : Laurent Mantel) : Justin Sullivan (saison 3)
- Mekenna Melvin (VF : Cécile Nodie) : Alex McHugh, fille de John Casey et de Kathleen McHugh (saisons 3, 4 et 5)
- Linda Hamilton (VF : Véronique Augereau) : Mary Elizabeth Bartowski, mère de Chuck et Ellie, ex-agent de la CIA (saisons 4 et 5)
- Timothy Dalton (VF : Edgar Givry) : Gregory Tuttle / Alexei Volkoff / Hartley Winterbottom, a un passé en commun avec Mary Bartowski (saison 4)
- Olivia Munn, Isaiah Mustafa (VF : Daniel Lobé), Stacy Keibler et Summer Glau (VF : Olivia Luccioni) : Greta, espion de la CIA infiltré au Buy More (ayant de multiples versions hommes ou femmes, respectivement 1re, 2e, 3e et 4e version)
- Lauren Cohan (VF : Marie Giraudon) : Vivian McArthur, fille d'Alexei Volkoff (saison 4)
- Robin Givens (VF : Laura Zichy) : Jane Bentley (saison 4)
- Ray Wise (VF : Hervé Jolly) : Riley, l'avocat de Volkoff (saison 4)
- Richard Burgi (VF : Bernard Lanneau) : Clyde Decker alias « l'Effaceur » (saisons 4 et 5)
- Carrie-Anne Moss (VF : Danièle Douet) : Gertrude Verbanski, ancienne espionne devenue femme d'affaires de la Verbanski Corporation (saison 5)
- Angus Macfadyen (VF : Bernard Métraux) : Nicholas Quinn (saison 5)

Version française
- Société de doublage : Dubbing Brothers[4],[5]
- Direction artistique : Hervé Rey[4],[5]
- Adaptation des dialogues : Christine de Chérisey (saisons 1 à 3[n 1]), Laurent Labanière (saison 4[n 1])

 Source et légende : version française (VF) sur RS Doublage et Doublage Séries Database

### Invités
Note : Ici ne sont listés que les acteurs possédant une certaine notoriété ayant fait une apparition dans la série. Pour connaître les autres acteurs invités, voir les articles des saisons ou d'autres sites proposant ces informations (ex. : IMDb, AlloCiné…).
- James Hong : Ben Lo Pan (saison 1, épisode 5)
- Kevin Weisman (VF : José Luccioni) : Reardon Paine (saison 1, épisode 8)
- Rachel Bilson (VF : Karine Foviau) : Lou Palone (saison 1, épisodes 8 et 9)
- Anthony Ruivivar (VF : Luc Boulad) : Tommy (saison 1, épisodes 9 et 10)
- Pasha D. Lychnikoff (VF : Bernard Métraux) : Victor Federov (saison 1, épisode 12)
- Michael Clarke Duncan (VF : Saïd Amadis) : Colt (saison 2, épisode 1)
- John Larroquette (VF : Philippe Ogouz) : Roan Montgomery (saison 2, épisode 2 / saison 4, épisode 14)
- Melinda Clarke (VF : Julie Dumas) : Sasha Banacheck (saison 2, épisode 2)
- Steve Valentine (VF : Pierre Tessier) : Von Hayes (saison 2, épisode 3)
- Mark Pellegrino (VF : Nicolas Lormeau) : agent du Fulcrum (saison 2, épisode 7)
- Carl Lumbly (VF : Jean-Louis Faure) : Ty Bennett (saison 2, épisode 9)
- Bruce Boxleitner (VF : Hervé Bellon) : Dr Woody Woodcomb (saison 2, épisodes 9 et 22)
- Morgan Fairchild (VF : Céline Monsarrat) : Dr Honey Woodcomb (saison 2, épisodes 9 et 22 / saison 4, épisode 6)
- Gary Cole (VF : Jean-Luc Kayser) (1re voix) puis (VF : Lionel Tua) (2e voix) : Jack Burton (saison 2, épisode 10 / saison 4, épisode 21)
- Michael Rooker : Mauser (saison 2, épisode 11)
- Reginald VelJohnson (VF : Bruno Dubernat) : le sergent Al Powell (saison 2, épisode 11)
- Dominic Monaghan (VF : Vincent Ropion) : Tyler Martin (saison 2, épisode 12)
- Brian Thompson : Cliff (saison 2, épisode 13)
- Jenny McCarthy (VF : Brigitte Aubry) : Jenny McCarthy (saison 2, épisode 13)
- Robert Picardo (VF : Bernard Alane) : Howard Busgang / Perseus (saison 2, épisode 16)
- Arnold Vosloo (VF : Éric Herson-Macarel) : Vincent Smith (saison 2, épisodes 17, 19 et 21)
- Tricia Helfer (VF : Barbara Beretta) : agent Alex Forrest (saison 2, épisode 18)
- Shaun Toub (VF : Vincent Violette) : Mohammed Zamir (saison 2, épisode 18)
- Chevy Chase (VF : Jean-Claude Robbe) : Ted Roark (saison 2, épisodes 19, 21 et 22)
- Vinnie Jones (VF : Guillaume Orsat) : Karl Stromberg (saison 3, épisode 2)
- Armand Assante (VF : Julien Kramer) : Alejandro Fulgencio Goya (saison 3, épisode 3 / saison 4, épisode 4)
- Angie Harmon (VF : Juliette Degenne) : Sydney Prince (saison 3, épisode 4)
- Steve Austin (VF : Michel Vigné) : Hugo Panzer (saison 3, épisode 5 / saison 4, épisode 3)
- Tony Sirico (VF : Hervé Jolly) : Matty (saison 3, épisode 8)
- Louis Lombardi : Scotty (saison 3, épisode 8)
- Robert Patrick (VF : Michel Voletti) : le colonel James Keller (saison 3, épisode 10)
- Fred Willard (VF : Michel Bedetti) : Craig Turner (saison 3, épisode 15)
- Swoosie Kurtz (VF : Colette Venhard) : Laura Turner (Saison 3, épisode 15)
- Udo Kier : Otto Van Vogel (saison 3, épisode 15)
- Christopher Lloyd (VF : Pierre Hatet) : Dr Leo Dreyfus (saison 3, épisode 16)
- Dolph Lundgren (VF : Féodor Atkine) : Marco (saison 4, épisode 1)
- Harry Dean Stanton (VF : Marcel Guido) : Harry (saison 4, épisode 1)
- Lou Ferrigno : le garde du corps de Sophia Stepanova (saison 4, épisode 2)
- Eric Roberts (VF : François Dunoyer) : Packard (saison 4, épisode 5)
- David Bautista (VF : Jérémie Covillault) : T. I. (saison 4, épisode 5)
- Joel David Moore (VF : Vincent de Boüard) : Mackintosh (saison 4, épisode 5)
- Robert Englund (VF : Georges Claisse) : Dr Stanley Wheelwright (saison 4, épisode 6)
- Richard Chamberlain (VF : Pierre Dourlens) : Adelbert De Smet (saison 4, épisodes 8 et 9)
- Lou Diamond Phillips (VF : Bruno Dubernat) : Augusto Gaez (saison 4, épisode 15)
- François Chau (VF : Patrick Osmond) : M. Aleixo (saison 4, épisode 17)
- Richard Burgi (VF : Bernard Lanneau) : Clyde Decker / « l'Effaceur » (saison 4, épisode 24)
- Mark Hamill (VF : Patrick Préjean) : Jean-Claude (saison 5, épisode 1)
- David Koechner : Crazy Bob (saison 5, épisode 4)
- Eric Lange (VF : Gérard Darier) : Colin Davis (saison 5, épisode 5)
- Rebecca Romijn (VF : Chantal Baroin) : Robin Cunnings (saison 5, épisode 6)
- Stan Lee : lui-même (saison 5, épisode 7)
- Cheryl Ladd (VF : Céline Monsarrat) : Emma (saison 5, épisode 8)
- Ben Browder (VF : Maurice Decoster) : Ron (saison 5, épisode 11)

## Production

### Développement
En janvier 2007, Josh Schwartz et Chris Fedak ont écrit un script pour un pilote avant la demande de série par NBC. C'est à la suite d'une rencontre à l'Université de Californie du Sud que Chris Fedak a proposé l'idée à Schwartz qui a accepté de développer le projet avec lui. McG a dirigé le premier épisode de la série et est par conséquent devenu un producteur exécutif via sa compagnie de production, Wonderland Sound and Vision. Chris Fedak, Peter Johnson, Scott Rosenbaum, Matthew Miller et Allison Adler exercent aussi les fonctions de producteurs exécutifs.
Le 10 mai 2007, à la suite des bonnes appréciations du pilote, NBC a annoncé le lancement de la série avec une commande de treize épisodes. Le 26 novembre 2007, soit trois semaines après le déclenchement de la grève de la Writers Guild of America de 2007, NBC commande neuf épisodes supplémentaires.
Le 13 février 2008, dix jours après la fin de la grève, il a été décidé de conclure la première saison à treize épisodes, déjà diffusés et de renouveler la série pour une deuxième saison de treize épisodes. Le 28 août 2008, soit un mois avant le début de la deuxième saison, NBC commande neuf épisodes supplémentaires, portant la saison à vingt-deux épisodes.
Le 17 mai 2009, la série a été renouvelée pour une troisième saison de treize épisodes avec une option de commande de neuf épisodes supplémentaires. Puis, le 28 octobre 2009, la série a obtenu une commande de six épisodes supplémentaires, totalisant la saison à dix-neuf épisodes.
Le 14 mai 2010, la série a été renouvelée pour une quatrième saison de treize épisodes avec aussi une option de commande de neuf épisodes supplémentaires. Puis, le 19 octobre 2010, la série a obtenu une commande de onze épisodes supplémentaires, totalisant la saison à vingt-quatre épisodes.
Le 13 mai 2011, la série a été confirmée pour un renouvellement d'une cinquième et dernière saison de treize épisodes.
Durant l'année 2013, les fans de la série ont lancé une campagne sous forme de pétition pour que la série puisse continuer. Ils ont déjà reçu plus de 168 516 signatures (au 10 mai 2014).

### Attribution des rôles

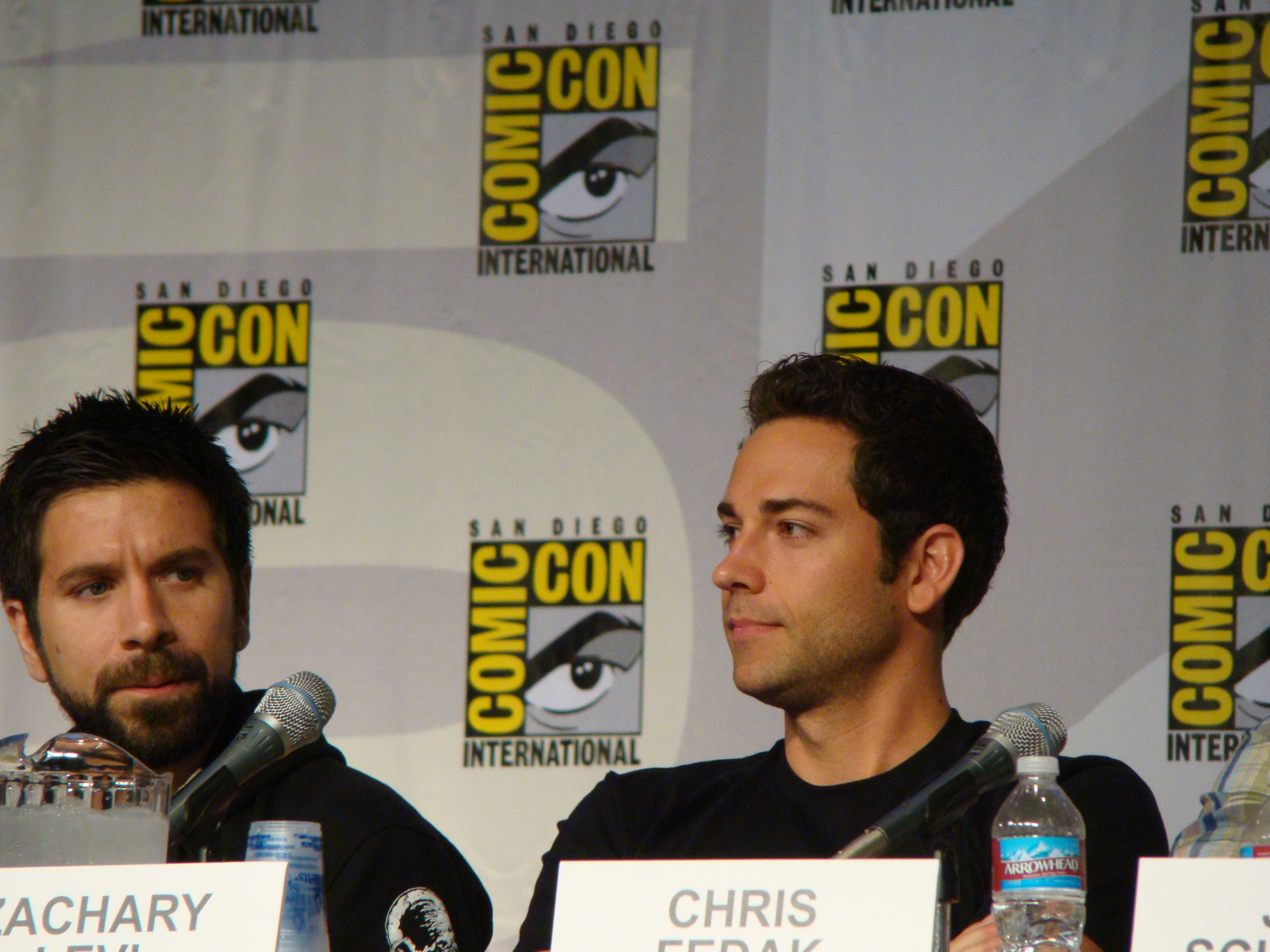
Les acteurs Zachary Levi et Joshua Gomez au Comic-Con 2010.

En février 2007, Zachary Levi et Adam Baldwin ont été les deux premiers acteurs choisis pour intégrer la distribution puis, Yvonne Strahovski a été choisie pour interpréter le rôle de l'agent de la CIA, nommée Sarah Kent dans un premier temps devenu ensuite Walker. En mars, Sarah Lancaster, Joshua Gomez et Natalie Martinez (Kayla) décrochent des rôles. Le rôle de Kayla a ensuite été éliminé.
La plupart des acteurs de la distribution sont des habitués du petit écran puisqu'Adam Baldwin a joué dans Firefly et Sarah Lancaster dans Sauvés par le gong : La Nouvelle Classe. Quant à Josh Schwartz et McG, ils ont créé la série Newport Beach et ont parfois fait appel à d'anciens acteurs de cette série en tant qu'invités comme Melinda Clarke et Rachel Bilson.
En octobre 2011, deux acteurs rejoignent la distribution de la cinquième saison dans l'épisode consacré sur le passé de Sarah, l'actrice Cheryl Ladd pour interpréter Emma, la mère de Sarah et l'acteur Tim DeKay pour interpréter Kieran Ryker, l'ancien mentor de Sarah. Puis, l'actrice Bo Derek intègre cette même saison en interprétant son propre rôle le temps d'un épisode.

### Tournage
Le pilote a été tourné à El Cabrillo près de Hollywood et le reste de la série est tournée à Los Angeles, en Californie, aux États-Unis par les studios Warner Bros..
Les scènes de tournage du Buy More se situe au 6524 FallBrook Avenue Californie, à Los Angeles, sur les lieux d'un ancien entrepôt de la marque Mervyns.
Des caméras Arriflex 416 sont utilisés pour le tournage.
Le tournage du dernier épisode de la série s’est achevé le 7 décembre 2011.

### Générique d'ouverture
Le générique de la série est la version instrumentale de la chanson Short Skirt/Long Jacket du groupe de rock Cake.
Dans la quatrième saison, la chanson Murder Weapon de Tricky est diffusée à deux reprises, aux épisodes 18 et 20.

### Fiche technique
- Titre original et français : Chuck
- Création : Josh Schwartz et Chris Fedak
- Réalisation : Robert Duncan McNeill, Allan Kroeker, Jason Ensler (en), Norman Buckley (en), Jay Chandrasekhar, Michael Schultz, etc.
- Scénario : Josh Schwartz, Chris Fedak, Allison Adler, Scott Rosenbaum, Zev Borrow, Matthew Miller (en), Matthew Lau, Rafe Judkins (en), Phil Klemmer, Lauren LeFranc, etc.
- Direction artistique : L. J. Houdyshell
- Décors : Cece Destefano (2007-2009) et Dina Lipton (2010-2011)
- Costumes : Robin Lewis-West
- Photographie : Dave Perkal (2007), Buzz Feitshans IV (2007-2011), Robert Reed Altman (2011)
- Montage : Norman Buckley (2007), Matt Barber (2007-2011), Kevin Mock (2007-2011), Jeff Granzow (2007-2011), Brandon Lott (2011)
- Casting : Patrick Rush
- Musique : Tim Jones (en) (2007-2011), Short Skirt/Long Jacket du groupe Cake (générique, version instrumentale)
- Production : Josh Schwartz et Chris Fedak (épisode pilote), McG, Robert Duncan McNeill, Craig DiGregorio

Production exécutive : Chris Fedak, Peter Johnson, Paul Marks, Scott Rosenbaum, Matthew Miller, Allison Adler, Ben Kunde etc
- Sociétés de production : Wonderland Sound and Vision, Warner Bros. Television, College Hill Pictures, Inc. (2007–2010) et Fake Empire (2010–2012)
- Sociétés de distribution :

Warner Bros. Television Distribution (mondial)
National Broadcasting Company (États-Unis)
Virgin 1 (Royaume-Uni)
Citytv (Canada)
- Pays d'origine :  États-Unis
- Langue originale : anglais
- Format : couleur - 35 mm - 1,78:1 - son Dolby Digital
- Genre : Comédie d'espionnage, d'action comique, dramatique
- Nombre de saisons : 5
- Nombre d'épisodes : 91
- Durée : 42 minutes

 Sauf indication contraire, les informations mentionnées dans cette section peuvent être confirmées par la base de données cinématographiques IMDb,  présente dans la section « Liens externes ».

### Diffusion internationale
- En version originale
  -  États-Unis : depuis le 24 septembre 2007 sur NBC
  -  Canada : depuis le 24 septembre 2007 sur Citytv et depuis le 20 septembre 2010 sur CHCH-DT / CJNT-DT
  -  Royaume-Uni : [Quand ?] sur Virgin 1
  -  Pays-Bas : 29 septembre 2008 sur Comedy Central
  -  Australie : [Quand ?] sur Fox 8

En version française
  -  France : depuis le 9 novembre 2008 sur TF1 et le 1er octobre 2011 sur NT1
  -  Belgique : depuis le 21 novembre 2008 sur La Deux ou La Une
  -  Québec : depuis le 4 mars 2009 sur Ztélé
  -  Suisse : indéterminée

Autres versions
  -  Espagne : depuis le 24 septembre 2007 sur Calle 13 Universal
  -  Italie : depuis le 22 juin 2008 sur Steel (it) et le 9 juin 2009 sur Italia 1
  - Émirats arabes unis : [Quand ?] sur Dubai One

## Épisodes
La série est composée de cinq saisons. La première n'est constituée que de treize épisodes due à la grève des scénaristes de 2007 à 2008. La deuxième est constituée de 22 épisodes, la troisième de 19 épisodes, la quatrième de 24 épisodes et la cinquième de treize épisodes.

### Première saison (2007-2008)
La première saison commence lors d'une fête organisée pour l'anniversaire de Chuck Bartowski, un nerd passionné d’ordinateurs travaillant au Buy More, une grande surface d’électroménager et d’électronique. C'est sa sœur Ellie qui lui a préparé afin qu'il fasse d'autres rencontres et oublie son ex qui l'a quitté. Mais Chuck ne cesse de parler de son ex aux femmes présentes à la fête et échoue dans les relations. Face à cela, il préfère se réfugier dans sa chambre. Il s'aperçoit qu'il a reçu un e-mail de son ancien meilleur ami de l’Université Stanford, Bryce Larkin. Il l'ouvre et une situation inattendue s'opère : cet email contenant toute la base de données cryptées réunissant les informations de la NSA et de la CIA, nommée l’Intersecret (Intersect), vient de se télécharger dans l'inconscient de Chuck sans qu'il s'en rende compte ni ne sache le réel contenu de cet email.
Cependant, à peine deux jours plus tard, il est abordé par une jolie femme blonde (Sarah Walker) venue lui demander de réparer son téléphone, lui donnant en même temps son numéro pour un rendez-vous. Intrigué et stupéfait par cette rencontre, Chuck décide d'aller au rendez-vous mais il découvre vite que quelque chose ne va pas. Après plusieurs essais d'agent du Fulcrum de le tuer, que seul Chuck n'a pas remarqué, débarque John Casey ayant pour mission de le protéger.

### Deuxième saison (2008-2009)
La deuxième saison reprend quelques mois après. Chuck, intégré à l'équipe avec Sarah et John Casey, poursuivent des missions ensemble. Chuck continue de découvrir le monde de l'espionnage mais aussi la personnalité de Casey et Sarah dont il est très vite tombé amoureux.
L'intrigue se centre aussi sur les sentiments éprouvés que Chuck et Sarah entretiennent.
Le père de Chuck, caché afin qu'il ne soit pas retrouvé par ses ennemis, resurgit après la recherche de Chuck et Sarah.

### Troisième saison (2010)
La troisième saison reprend six mois plus tard, lors de la formation de Chuck depuis qu'il a l’Intersecret 2.0 dans sa mémoire, censée lui permettre d'être un véritable espion avec une quantité d'informations et de techniques qu'il peut utiliser pour mener à bien ses missions.
Cependant, Chuck avait aussi le désir de tout quitter pour partir vivre avec Sarah mais lorsqu'il a enfin obtenu cette possibilité, il s'est rétracté en voyant les possibilités qui s'offraient à lui s'il choisissait de devenir un véritable espion, alors que Sarah était prête à tout quitter pour être avec lui. Ceci a blessé Sarah qui lui en veut et a décidé de ne plus le voir.

### Quatrième saison (2010-2011)
La quatrième saison est centrée sur le personnage d'Alexei Volkoff, un redoutable trafiquant d'armes russes qui essaye à de multiples reprises de tuer Chuck et ses proches. Chuck est aussi confronté aux découvertes sur la relation entre sa mère, Mary E. Bartowski, et Volkoff.
En parallèle, Chuck veut demander Sarah en mariage.

### Cinquième saison (2011-2012)
La cinquième saison démarre sur Chuck qui a pu fonder sa propre entreprise d'espionnage, Carmichael Industries et a acheté le Buy More grâce à l'argent de Volkoff.
Seulement, Morgan a téléchargé la dernière version de l’Intersecret, ce qui oblige Chuck à devenir son protecteur comme Sarah et Casey l'ont été pour lui, d'autant que Morgan se montre de plus en plus confiant envers ses capacités.
Lors des derniers épisodes, apparaît un dernier ennemi nommé Nicholas Quinn. Il manipule Sarah, profitant que celle-ci ait perdu la mémoire lorsqu'elle a téléchargé la même version de l’Intersecret que Morgan, pour s'enfuir d'une mission qui a mal tourné.

## Univers de la série

### Les lieux

#### Le château
Le château est le nom de code de la base souterraine située sous l’Orange Orange, le magasin de yaourt où travaille Sarah Walker dans le cadre de sa couverture. Il n'apparaît qu'à partir du deuxième épisode de la deuxième saison. Le château possède de nombreuses cellules ainsi que des pièces où mener les interrogatoires, il dispose d'un Dojo où peuvent s'entraîner l'équipe, un grand dressing, etc. Il est très bien relié aux différents réseaux de communication et a un accès aux bases de données de la CIA. Il est également relié en visioconférence avec les bureaux de la NSA et de la CIA.

#### LeBuy More
Le Buy More est le grand magasin d'électronique situé à Burbank dans lequel travaillent plusieurs des personnages de la série, parmi lesquels Chuck lui-même. Le Buy More est pensé comme une parodie de la chaîne de vente d'électroménager Best Buy. Au sein du magasin se trouve le Nerd Herd, un bureau se chargeant du SAV du magasin. Il s'agit là d'une parodie de l'entreprise Geek Squad. 
Chaque employé du magasin est vêtu d'un uniforme qui indique sa position dans la hiérarchie : les vendeurs portent par exemple des polos verts et les employés du Nerd Herd des chemises blanches à manches courtes assorties d'une cravate grise ainsi qu'un porte-badge avec des stylos.
Peu de temps après que Chuck soit devenu l’Intersecret, le gouvernement délègue à la CIA le champ d'action nécessaire pour agir. Ainsi, les locaux du Buy More sont investis par l'organisation pour servir de couverture à Chuck et son équipe, afin de le protéger des potentiels ennemis voulant s'emparer de l’Intersecret et éviter que quiconque ne découvre qu'ils travaillent pour la CIA.
Le Buy More détient trois accès au Château, une trappe situé dans la salle de démonstration, un ascenseur caché dans cette même salle, ainsi qu'une large entrée derrière les casiers de la salle de pause des employés.

#### L'appartement de Casey
L'appartement de Casey est situé dans le même complexe immobilier que celui de Chuck et sa sœur Ellie. Cet appartement est fréquemment utilisé comme une base secondaire par les personnages de la série lors de la première et deuxième saison. Comme dans le château ou au Buy More, l'appartement dispose d'un système de vidéo-conférence.
Ancien tireur d'élite, Casey a également fait installer une véritable galerie de cibles défilantes sur lesquelles il s'entraine. Une salle de décontamination en cas d'empoisonnement est également installée, en cas d'intrusion son appartement se condamne et une alarme retentie.
Enfin, la décoration de la pièce est marquée par la présence d'une photo de l'ancien président, très « conservateur », Ronald Reagan.

### L’InterSecret
- L’InterSecret
- L’Intersecret Bêta
- L’Intersecret 2.0
- L’Intersecret 3.0

#### Les flashs
Une personne qui a mémorisé les données de l’Intersecret les utilise par ce que les membres de la série appellent des « flashs ». Pendant un « flash », les informations apparaissent mentalement à Chuck sous la forme de photographies, de sons, de séquences similaires à des vidéos ou encore à des photocopies de documents.
Durant la cinquième saison, l’Intersecret est dans la tête de Morgan, il appelle ses flashs des "zooms" en version originale et française. Durant cette même saison, lors des derniers épisodes, Sarah aura cet Intersecret endommagé en mémoire et tous ses souvenirs seront effacés.

### Organisations secrètes

#### Ennemis
- Le Fulcrum
- L’Alliance
- Les Industries Volkoff
- L'Équipe Decker
- La Verbanski Corporation

#### Les industries Carmichael
Les industries Carmichael est une compagnie de sécurité privée qu'ont créé Chuck Bartowski, Sarah Walker, John Casey et Morgan Grimes à la suite de leurs écarts envers le gouvernement qui leur a valu d'être renvoyés. Ils veulent tous tenter de rivaliser avec la Verbanski Corporation, l'agence de sécurité d'apparence semblable à la Carmichael Industries mais qui en réalité cache de nombreux secrets et s’avère liée à John Casey.

### Les gadgets

#### Équipements de Chuck
- Les montres
- La voiture de Chuck
- Le Gouverneur (offert par son père, Stephen J. Bartowski, « Orion »)

#### Équipements d'espion
- Les micros :
  - EM-50
  - GLG-20
  - GLG-4000
- Plaques d'immatriculation
- Spray somnifère à la menthe poivrée
- Grenades balles de tennis
- Incinérateur (bombe-téléphone) de la NSA
- Stylo tranquillisant
- Stylo Laser

## Accueil

### Audiences

#### Aux États-Unis
La première diffusion de l'épisode pilote a réalisé la meilleure audience de la série avec 9,21 millions de téléspectateurs.
Au cours de la deuxième saison, les audiences de Chuck accumulaient des résultats moyens, cependant la présidente de NBC qui est responsable du renouvellement de la commande pour une saison complète début 2008 semble avoir une totale confiance dans le futur de Chuck.
Le retour de Chuck pour sa troisième saison, a été remarqué et plutôt réussi. C'est avec une audience de 7,7 millions de téléspectateurs que la série s'est imposée et a obtenu la troisième place des audiences aux États-Unis. Par la suite, les performances modestes de cette troisième saison ont tout de même permis à la chaîne de commander six épisodes supplémentaires afin de compléter le déroulement de l'intrigue.
Lors du lancement de sa quatrième saison, la série a atteint 6,1 millions de téléspectateurs aux États-Unis. La série obtient une baisse d'audience néanmoins elle reste convenable et fait beaucoup mieux que l'épisode final de la troisième saison. Malgré les audiences de la quatrième saison en recul, NBC a commandé onze épisodes supplémentaires. La décision de commander une cinquième saison par la suite dépendait de l'audience des derniers épisodes.
Face à l'engouement des fans et des audiences stables malgré une légère baisse en fin de quatrième saison, une cinquième saison a été annoncée et produite, avec une moyenne de 3 millions de téléspectateurs durant sa diffusion. La tranche horaire accordée à cette saison, qui était celle du vendredi soir, a été peu favorable à une audience plus importante.
L'épisode 2 de la cinquième saison a réalisé la plus mauvaise audience de la série avec 3,08 millions de téléspectateurs.
Les audiences américaines moyennes par saison*,,,,
Sources : Allociné.fr, Abcmedianet.com et Zap2It.com

### Distinctions

#### Récompenses
- Teen Choice Awards 2011 :
  - Meilleure série d'action
  - Meilleur acteur dans une série d'action pour Zachary Levi
  - Meilleure actrice dans une série d'action pour Yvonne Strahovski

#### Nominations
- Constellation Awards 2008 :
  - Meilleure performance masculine dans un épisode de science-fiction pour la télévision
  - Meilleure série de science-fiction
- Emmy Awards 2008 :
  - Meilleur acteur dans une série comique pour Zachary Levi
  - Meilleur design pour un titre dans une série
  - Meilleures cascades pour l'épisode : Mariage à la russe (Chuck Versus the Undercover Lover - saison 1, épisode 12)
- Teen Choice Awards 2008 : Révélation masculine dans une série pour Zachary Levi

- Emmy Award 2009 : Meilleures cascades pour l'épisode : Espion malgré tout (Chuck Versus the First Date - saison 2, épisode 1)

- Saturn Awards 2010 :
  - Meilleur acteur principal dans une série télévisée pour Zachary Levi
  - Meilleure série télévisée diffusée sur les réseaux nationaux
- Emmy Award 2010 : Meilleures cascades pour l'épisode : Même pas peur (Chuck Versus the Tic Tac - saison 3, épisode 10)

- Teen Choice Awards 2011 :
  - Meilleure série d'action
  - Meilleur acteur dans une série d'action pour Zachary Levi
  - Meilleure actrice dans une série d'action pour Yvonne Strahovski

## Commentaires
Le dernier épisode de la troisième saison a une durée de deux heures, soit un double épisode.
En 2010, Zachary Levi, qui n'est pas seulement un acteur, a accepté de faire un duo aux côtés de Katharine McPhee (finaliste de la saison 5 d’American Idol), sur lequel il chante Terrified.
Lors de la cérémonie des Oscars 2011, Zachary Levi a chanté en duo avec Mandy Moore la chanson originale du film Raiponce, ayant également participé au doublage original du film.
La série se partage entre comédie d'action et drame d'espionnage selon les épisodes.

### Polémique
Lorsque le synopsis de la série a été connu, il y a eu une petite polémique autour de sa ressemblance avec la série annulée, Jake 2.0. Josh Schwartz a défendu sa série en déclarant que si le personnage principal de Jake 2.0 a des super-pouvoirs émanant de nanotechnologies, Chuck Bartowski ne possède aucune capacité surhumaine sinon son intelligence qui a été téléchargée et qui est activée uniquement par certaines manœuvres subliminales.
Lors du renouvellement de la troisième saison, NBC avait demandé, en plus de la courte saison de la série, une restriction budgétaire importante. La chaîne avait prévu de retirer deux scénaristes, supprimer un voire plusieurs personnages avec moins de participations pour quelques personnages secondaires pour permettre un recentrage sur la relation entre Chuck et Sarah où celle-ci prendra de l'importance. Puis, Josh Schwartz a évoqué la troisième saison de Chuck en déclarant : « Les téléspectateurs ne devraient pas remarquer les réductions du coût de la saison ».
Le 11 mai 2010, lors d'une interview, Angela Bromstad, la directrice des programmes de NBC, a laissé entendre que Chuck serait de retour pour une nouvelle saison. Elle a alors reconnu que Chuck était la série la plus performante du lundi soir, niveau audiences et qu'elle constituait un postulant très sérieux au renouvellement. Le lendemain ce fut, The Hollywood Reporter et Tv By the Numbers qui annonçaient : « Chuck devrait bien décrocher une quatrième saison en parlant d'une commande de treize épisodes et se gardant la possibilité d'en ajouter neuf supplémentaires selon les audiences afin d'obtenir une saison complète ».
Le 11 juin 2010, lors d'une interview au festival des séries de Monte Carlo, l'acteur Zachary Levi interrogé sur la quatrième saison de Chuck, dévoile très peu d'éléments et en profite pour surprendre les journalistes en donnant son avis sur l'épisode final de la série Lost : Les Disparus.
Le 15 mars 2011, lors d'une interview, les créateurs de la série, Josh Schwartz et Chris Fedak, ont exprimé leur envie de continuer la série au-delà de la quatrième saison d'où le titre original donné au dernier épisode de cette même saison (Chuck Versus the Cliffhanger). Puis, le 25 mars 2011, Chris Fedak et l'ensemble des acteurs de la série se sont exprimés sur le titre donné de l'épisode final leur donnant espoir d'une potentielle cinquième saison de Chuck.
Le 12 mai 2011, lors d'une première annonce de commande pour ses nouvelles séries, NBC a laissé entendre que Chuck était en bonne voie pour un renouvellement d'au moins treize épisodes étant actuellement en pleine finalisation d'un contrat avec la Warner Bros. pour lancer une cinquième saison.

#### Cinématographiques

##### Lors de la première saison
- Dans l'épisode 2, une référence au film Trainspotting de Danny Boyle est faite lorsque Chuck court sur la même musique d'Iggy Pop (Lust For Life) comme Ewan McGregor le fait au début du film.
- Dans l'épisode 3, une référence au film les Évadés est présente : lorsque Morgan est enfermé dans une cage, il y a la même musique du film qu'écoute Duffren avant d'être jeté au trou.
- Dans l'épisode 5, une référence à Star Wars, épisode IV : Un nouvel espoir est faite, quand Morgan supplie Chuck de l'aider en disant : « Chuck je t'en supplie tu es mon seul espoir. » Ce qui rappelle la princesse Leia Organa appelant au secours Obi-Wan Kenobi sur le robot R2-D2.
- Dans l'épisode 6, une référence au film Dune de David Lynch est présente : Morgan et Chuck se déguisent en ver des sables géant, créature mythique de la saga. Il est également possible d'apercevoir régulièrement une affiche du film dans la chambre de Chuck. Dans ce même épisode, une référence à la franchise Star Wars est faite lorsque Sarah donne une photo à Chuck où ils sont déguisés en Leia Organa et Han Solo. Une référence à James Bond est aussi faite quand Chuck dit à Lazsio : « tu es un vrai Q. »
- Dans l'épisode 7, lorsque Harry Tang est devenu assistant-gérant, il montre sa nouvelle télécommande et dit à Chuck : « Une télécommande unique, pour les gouverner toutes ». C'est une référence à l'anneau de pouvoir dans la saga Le Seigneur des anneaux.
- Dans l'épisode 10, Chuck et Bryce Larkin parlent souvent en Klingon, la langue utilisée dans la série Star Trek.

##### Lors de la deuxième saison
- Dans le premier épisode, l'intrigue tourne autour du Cypher, un périphérique qui permet de stocker le nouvel Intersecret. Le nom de ce périphérique rappelle celui d'un personnage du film Matrix (Cypher). D'autant plus que comme pour Matrix, il s'avère être un cheval de Troie et risque la sécurité des protagonistes.
- Également dans cet épisode, lorsque Chuck se réveille après que Casey a avoué avoir perdu le Cypher, la musique de fond est celle d'introduction du film Retour vers le futur.
- Toujours dans le premier épisode, lorsque Chuck essaie de retourner la situation avec Colt, en lui faisant croire que c'était ce dernier qui était tombé dans un piège, il déclare avoir assez de munitions pour « mettre Schwarzy sur orbite » (« To orbit Arnold Schwarzenegger » en version originale), phrase prononcée par John McClane dans le film Piège de cristal.
- Dans ce même épisode, Morgan doit sélectionner un assistant manager et quand il organise un « combat / défi » dans la réserve grillagée du Buy More, cela fait référence au film Mad Max : Au-delà du dôme du tonnerre.
- Le Buy More, magasin d'électronique où travaille Chuck, se trouve dans la ville de Burbank, la ville où se situent les studios Disney, société de production du film Tron, film se trouvant sur un poster dans la chambre de Chuck.
- Dans l'épisode 5, l'ennemi de Chuck se prénomme Farrokh Bulsara, il fait référence au prénom et nom de Freddie Mercury (avant son changement de patronyme) leader du groupe Queen.
- Dans l'épisode 7, le patron de Jill, l'ex petite amie de Chuck, a choisi un mot extrait d'un poème Vogon comme mot de passe pour son ordinateur en référence au film H2G2 : Le Guide du voyageur galactique.
- Dans l'épisode 8, un agent du Fulcrum poursuit Chuck et ils se retrouvent dans une salle aux miroirs, et se cherche, scène faisant référence au film de James Bond L'Homme au pistolet d'or.
- Dans les épisodes 9 et 22, l'acteur jouant le rôle de Woody (le père de Devon et beau-père d'Ellie) n'est autre que Bruce Boxleitner, qui interprétait le rôle d'Alan Bradley / Tron dans le film Tron.
- Dans l'épisode 11, l'officier chargé de l'opération n'est autre que le sergent Al Powell, interprété par Reginald VelJohnson qui incarne également ce même personnage dans les films Piège de cristal et 58 minutes pour vivre et comme dans les deux films précités, il mange des gâteaux.
- À la fin de l'épisode 11, une référence au film Retour vers le futur est faite avec un splash « à suivre (to be continued) » avant le générique.
- Dans l’épisode 12, trois références au film Les Évadés sont faites, l'une avec l'extrait musical Sull'Aria lorsque Andy Dufresne fait écouter un disque aux autres prisonniers. Une autre référence concerne la citation de la ville de Ziwatanero, ville à laquelle Andy demande à son ancien codétenu de le rejoindre. La dernière, quand Jeffrey Barnes fait référence à ce film par la citation « Dépêche toi de vivre ou dépêche toi de mourir ! ».
- Dans l'épisode 15, l'agent Barker dit à Sarah : « Viens avec moi si tu veux vivre » (« Come with me if you want to live. ») en référence aux films Terminator. Cette référence est faite à plusieurs reprises au cours de la série.
- Dans l’épisode 17, lorsque Orion contacte Chuck pendant la nuit, il écrit sur son écran « Wake up, Chuck… », il s'agit là d'une référence au film Matrix lorsque Trinity tente de contacter Neo sur son ordinateur en écrivant « Wake up. Neo… ».
- Dans l'épisode 20, Big Mike embrasse Morgan en disant : « Je sais que c'était toi Morgan… Tu m'as brisé le cœur… » (« I know it was you Morgan… You broke my heart… You broke my heart » en version originale). C'est une référence au film Le Parrain 2, où lors d'une scène à La Havane, Michael Corleone (Al Pacino) exécute le même geste et prononce les mêmes paroles à son frère Fredo (John Cazale). Une autre référence est faite au film dans la même scène lorsque Big Mike dit au reste de la troupe : « Personne ne le touche tant que je sors avec sa mère ». En effet Michael Corleone donne ces ordres à son bras droit à propos de son frère dans le courant du film (« I don't want anything to happen to him while my mother's alive. » en version originale).
- De même dans cet épisode, Lester s'adresse à Emmett en l'appelant « Oh capitaine ! Mon capitaine » (« Oh Captain! My Captain » en version originale). Cela fait référence à la dernière scène du film Le Cercle des poètes disparus.
- Dans l'épisode 21, Emmett dit à Morgan : « Je vais maintenant te poser une question très, très importante… et je veux que tu y réfléchisses très longtemps avant de me répondre. » Ceci est une référence à la série The Office.
- Le titre du dernier épisode de cette saison est une référence au film Seigneur des anneaux (Le Seigneur des alliances) en plus de faire un jeu de mots avec deux intrigues de l'épisode.
- Lors du dernier épisode, lorsque Chuck télécharge le nouvel Intersecret dans sa mémoire et élimine miraculeusement les agents ennemis à mains nues à la suite d'un flash, il dit alors : « Je connais le Kung-fu ! » qui est une réplique tirée du film Matrix.
- Dans ce même épisode, lorsque Jeffrey s'adresse à l'orchestre, il utilise la même réplique tirée du film Retour vers le futur, lorsque Marty va jouer Johnny B. Goode de Chuck Berry : « C'est une mesure à 4 temps en ré mineur, pour les changements, suivez moi ! ».

##### Lors de la troisième saison
- Dans l'épisode 1, John Casey (Adam Baldwin) utilise une « mitrailleuse lourde ». Cela fait référence à son rôle d’Animal Mother dans Full Metal Jacket. Et aussi, lorsque Chuck, en robe de chambre déprimant à longueur de journée, fait référence (musique comprise) au film The Big Lebowski.
- La dernière scène du premier épisode est une reproduction en référence à la dernière scène du film Rocky 3.
- Dans l'épisode 2, Chuck traverse une chambre forte qui a des rayons laser et fait des acrobaties comme Catherine Zeta-Jones dans le film Haute Voltige de 1999.
- Dans l'épisode 4, les nerds de Buy More organisent des combats clandestins et ont créé un club d'adeptes, faisant référence au film Fight Club (notamment avec le serment et la musique).
- Dans l'épisode 5, Morgan demande à John Casey de faire peur à Lester et Jeff pour prouver son autorité au sein du Buy More. Morgan lui demande d'éteindre son cigare et Casey l’éteint en l'écrasant dans sa main, référence au film X-Men 2 où Wolverine fait exactement la même chose. Dans la version originale, lorsque Chuck est dans l'avion, la serveuse lui sert un martini « Shaken, not stirred » (trad. : mélangée au shaker, pas à la cuillère) en référence à une phrase fétiche de James Bond, celui-ci commandant toujours ses martinis de cette manière.
- Dans l'épisode 7, Chuck dit à Hannah (interprétée par Kristin Kreuk) que l'agent Daniel Shaw (Brandon Routh) a le physique de Superman. C'est là une double référence puisque l'acteur a interprété le rôle du super-héros dans le film Superman Returns, mais également parce que l'actrice a joué dans la série Smallville qui suit la jeunesse de superman (et dans laquelle elle finit par sortir avec Clark Kent). Puis, quand Chuck recherche l'antidote parmi tous les vases du musée, il dit : « il doit y en avoir un de différent ». Cela fait référence à une scène du film Indiana Jones et la Dernière Croisade, lorsque Harrison Ford recherche le Graal parmi plusieurs coupes de diverses formes.
- Dans l'épisode 8, lorsque Chuck rencontre les deux mafieux dans un bar, la musique de fond est celle de la bande originale d'Ennio Morricone dans le film Enquête sur un citoyen au-dessus de tout soupçon, film italien d'Elio Petri.
- Dans l'épisode 9, lors de la « résistance » des employés du Buy More, ils refont la scène et la célèbre photo « élévation du drapeau sur Iwo Jima (Raising the Flag on Iwo Jima) » puis à la fin quand « Big Mike » annonce la victoire, deux employés refont la scène de la célèbre photo « le baiser volé de Times Square (J-Day in Times Square) ».
- Dans l'épisode 11, quand Chuck est dans le hamam, un des hommes avec lui se nomme Ivan Drago, nom faisant référence à l'adversaire russe de Rocky Balboa dans le film Rocky 4.
- Dans l'épisode 14, Chuck et Sarah sont menottés l'un à l'autre et prennent un vespa. Le ralenti fait référence au film Demain ne meurt jamais (Tomorrow Never Die) lors de la scène où James Bond (Pierce Brosnan) et Wai Lin (Michelle Yeoh) sont sur une moto menottés.
- Dans l'épisode 15, Chuck fait aussi directement référence au film Octopussy en disant qu'il a un air de James Bond et Sarah, celui d'Octopussy.
- Dans l'épisode 16, Chuck appelle le Dr Léo Dreyfus (Christopher Lloyd), psychiatre de la NSA, « Doc », cela fait référence au rôle que celui-ci a joué dans la trilogie Retour vers le futur. Par ailleurs, Christopher Lloyd tient un rôle dans le film Vol au-dessus d'un nid de coucou. Le lieu où est envoyé Chuck fait justement référence au film. Il est possible de voir passer en fond un indien poussant un balai, tout comme dans le film où l'indien a un rôle central.
- Dans l'épisode 18, juste avant son arrestation, le général Beckman dit à Morgan Grimes, accompagné de Devon, au travers d'un message télévisé parasité, qu'il est son seul espoir. Cela fait référence au message de la princesse Leia à Obi-Wan Kenobi via R2-D2 dans le film Star Wars, épisode IV : Un nouvel espoir.

##### Lors de la quatrième saison
- Dans l'épisode 2, pendant une infiltration, Chuck et Sarah se retrouvent la tête en bas, Sarah se détache de son harnais et remarquant la situation, Chuck propose à Sarah « un baiser de Spiderman », ceci faisant référence au film Spiderman avec Tobey Maguire où Peter Parker embrasse Mary-Jane Watson dans une position similaire. Dans le même épisode, Morgan retrouve Jeff et Lester, celui-ci dit : « on est pas ceux que vous voulez » et fait le même geste que les jedis quand ils veulent imposer leurs volontés, Morgan répète la phrase puis secoue la tête pour se reprendre.
- Dans l'épisode 5, la scène où Casey regarde ses pieds en leur disant de bouger est une référence au film Kill Bill.
- Dans l'épisode 7, la scène dans l'avion avec la femme ayant une mouche sur la joue fait référence au film Austin Powers dans Goldmember. De plus, à la fin, un ancien acteur ayant interprété James Bond (Timothy Dalton) devient l'ennemi de Chuck.
- Dans l'épisode 10, lorsque les agents de Volkoff doivent tuer Chuck et Sarah dans la rue et qu'ils sont sauvés par la mère de Chuck, celle-ci leur dit : « Viens avec moi si tu veux vivre ! ». Cette réplique fait référence à celle dite à plusieurs reprises dans la saga Terminator, film dans lequel Linda Hamilton joue le rôle de Sarah Connor.
- Toujours dans l'épisode 10, Morgan essaie de sauver Casey en rejouant l'une des scènes du film Piège de cristal en se scotchant son arme dans le dos.
- Dans l'épisode 13, Morgan doit passer entre des rayons laser en effectuant des acrobaties comme dans la scène du film Haute Voltige (Entrapment) où Catherine Zeta-Jones réalise la même scène.
- L'épisode 15 fait une longue référence aux films Charlie's Angels pendant la première partie. D'abord avec la présentation des CAT Squad parodiant celle des anges et ensuite avec l'entrée en hélicoptère pour aller chercher Sarah. Cette référence revient à la fin de l'épisode pendant la clôture. Même si les références sont moins prononcées au cours de l'épisode, tout le modèle du scénario se rapproche des films et quelques références supplémentaires sont dissimulés dans l'épisode.
- Dans l'épisode 17, Chuck dit à Vivian Volkoff qu'il sera son Kevin Costner pour rentrer dans la First Bank de Macau, ceci fait référence au film Bodyguard (1992) dans lequel Kevin Costner tenait ce rôle.
- Dans l'épisode 18, quand Sarah et Chuck pénètrent dans l'armurerie de l'équipe A, la piste musicale qui est diffusée est semblable à celle du film Tron dont Chuck est si fan. Dans ce même épisode, une référence à Star Wars est faite lorsque Chuck ouvre la porte arrière de la voiture de Devon sans la toucher et qu'il dit : « Comme si j'utilisais la force » suivi d'une imitation de la respiration de Dark Vador.
- Dans l'épisode 19 (Les Recrues), Chuck fait référence au jeu de rôle World of Warcraft en disant qu'une des recrues a battu avec sa guilde « aile de mort ».
- Dans l'épisode 20, Volkoff fait référence au film Avatar en prétendant se souvenir avoir déclaré la guerre à des autochtones et ordonné de détruire l'arbre des âmes. Il dit ensuite : « Ils nous ont passé Avatar la semaine dernière. »
- Dans l'épisode 23, lorsque Chuck, Sarah et Casey vont délivrer Mary Bartowski la mère de Chuck (Linda Hamilton), il est possible de voir celle-ci sur les écrans de surveillance effectuant des tractions dans sa cellule. Cette scène fait référence au film Terminator 2 : Le Jugement dernier où l'actrice a interprété Sarah Connor et faisait des tractions dans la cellule de l'asile psychiatrique où elle était enfermée.
- Dans ce même épisode, des références à l'univers de Star Wars sont faites : Chuck appelle Casey par le diminutif « Chewie » (pour Chewbacca). D'autre part, Casey dit « J'ai un mauvais pressentiment » (« I've got a bad feeling about this », en version originale), une réplique récurrente de Star Wars. De plus, la scène reproduit celle où Luke et Han mettent les menottes à Chewbacca pour tenter de s'infiltrer. Enfin, pour préparer Morgan à son infiltration, Chuck et ce dernier entonnent La Marche Impériale de ce même univers.

##### Lors de la cinquième saison
- Dans l'épisode deux, lorsque Chuck et Morgan se battent dans le QG de Sneijder, un homme jaillit en agitant deux sabres, Morgan lui tire alors une fléchette tranquillisante. Cette scène fait référence au premier film Les Aventuriers de l'arche perdue, lorsque Indy (Harrison Ford) tue un homme en lui tirant dessus, alors que ce dernier agitait un sabre devant lui.
- Dans l'épisode trois lorsque Morgan esquive les fléchettes tranquilisante que lui tire Sarah, cela fait penser au film Spider-man 1 quand spider-man esquive les shurikens du Bouffon vert

#### Télévisuelles
- Dans l'épisode 2 de la première saison, lors du visionnage d'images effectué par le docteur pour réveiller l'Intersecret chez Chuck, celui-ci parle du vol Océanic 815, référence à l'avion qui s'écrase sur l'île dans la série télévisée Lost : Les Disparus.
- Dans l'épisode 19 de la deuxième saison, Scott Bakula a ajouté au scénario un de ses célèbres « Oh bravo ! (Oh Boy! en version originale) » petite expression qu'il utilisait dans la série télévisée Code Quantum dans laquelle il jouait le Docteur Samuel Beckett.
- Dans l'épisode 15 de la troisième saison, Craig Turner (Fred Willard) et Laura Turner (Swoosie Kurtz) sont des agents secrets de la CIA assez âgés, mariés et travaillant toujours ensemble sur le terrain. Ce couple d'agent secret fait référence à Jonathan et Jennifer, personnages de fiction représentés dans la série télévisée : Pour l'amour du risque[53].
- Dans l'épisode 19 de la troisième saison, lorsque Chuck reçoit un message de son père sur son ordinateur et dans l'épisode 12 de la quatrième saison, lorsque Chuck rencontre Yuri « l'Avaleur », il dit Oh Boy! en version originale) (Oh bravo ! en version française), phrase culte de Sam Beckett (Scott Bakula) dans Code Quantum, hommage à l'acteur qui interprète son père dans la série.
- Dans l'épisode 8 de la quatrième saison, l'agent Jim Raye utilise des points de pressions sur l'épaule d'un garde à la manière de monsieur Spock dans la série Star Trek. L'agent répond aussi à Chuck, qui lui demande où il avait appris à faire cela : Star Trek.
- Dans l'épisode 17 de la quatrième saison, lorsque Volkoff laisse une carte pour sa fille, le numéro de coffre inscrit dessus est la liste des « nombres » de la série télévisée Lost : Les Disparus : 4 8 15 16 23 42. De plus, le directeur de la banque, François Chau, a aussi interprété le rôle de Pierre Chang dans cette même série.
- Dans l'épisode 23 de la quatrième saison, Morgan fait référence à la série télévisée Breaking Bad lorsque des nettoyeurs rentre dans le bureau de Volkoff avec une bassine et de l'acide.

#### Autres références
- Dans l'épisode 1 de la première saison, l'actrice interprétant le rôle du général Diane Beckman n'est pas Bonita Friedericy.
- Dans l'épisode 6 de la saison 1 "Un Ver De Trop", Chuck se retrouve dans sa chambre avec Sarah et lui parle du 1er album du groupe Arcade Fire et lui dit qu'il s'agit d'un pur bonheur ou orgasme auditif et qu'il va le lui faire écouter pour qu'elle comprenne cela. Lorsque Chuck lance la musique, il s'agit en réalité du groupe Editors et plus précisément de la chanson "The Weight Of The Word" et non du groupe Arcade Fire. Et l'erreur ne vient pas de la VF car c'est pareil en VO.
- Tout au long de la série, Chuck travaille au rayon Nerd Herd de Buy More. Ceci est une référence à la Geek Squad qui est une vraie équipe de réparateur de produits électroniques.
- Dans l'épisode 5 de la deuxième saison, Chuck joue au jeu Missile Command en écoutant le groupe Rush.
- Dans l'épisode 14 de la deuxième saison, lorsqu'Ellie appelle le Buy More pour qu'on vienne réparer son ordinateur, Jeff reprend les paroles d'introduction de la chanson Lose Yourself, d'Eminem.
- Dans l'épisode 5 de la troisième saison, la dernière scène est accompagnée de la chanson L'Amoureuse, chantée par Carla Bruni-Sarkozy.
- Dans l'épisode 9 de la troisième saison, les employés font un blocus devant l'entrée du Buy More en empilant des objets. Big Mike plante le drapeau du Buy More sur cette pile et un employé prend une photo. Cette photo fait référence à la célèbre photographie prise le 23 février 1945 par le photographe américain Joe Rosenthal, Raising the Flag on Iwo Jima.
- Dans l'épisode 14 de la troisième saison, la musique que Chuck décide de faire écouter à Sarah est Feeling Good de Nina Simone.
- Dans l'épisode 18 de la quatrième saison, la scène où Morgan subit un faux interrogatoire par John Casey fait subtilement référence à Call of Duty: Black Ops dont le héros principal traverse une épreuve similaire tout au long du scénario.

## Produits dérivés

### Sorties DVD et disques Blu-ray
| Intitulé du coffret                           | Nombre d'épisodes | Dates de sortie          | Dates de sortie          | Dates de sortie      | Dates de sortie      | Dates de sortie   | Dates de sortie   | Dates de sortie         |
| Intitulé du coffret                           | Nombre d'épisodes | Zone 1 (dont États-Unis) | Zone 1 (dont États-Unis) | Zone 2 (dont France) | Zone 2 (dont France) | Nombre de disques | Nombre de disques | Société de distribution |
| Intitulé du coffret                           | Nombre d'épisodes | DVD                      | Disque Blu-ray           | DVD                  | Disque Blu-ray       | Nombre de disques | Nombre de disques | Société de distribution |
| --------------------------------------------- | ----------------- | ------------------------ | ------------------------ | -------------------- | -------------------- | ----------------- | ----------------- | ----------------------- |
| Chuck - Saison 1                              | 13                | 16 septembre 2008        | 11 novembre 2008         | 1er avril 2009       | 1er avril 2009       | 4                 | 3                 | Warner Home Video       |
| Chuck - Saison 2                              | 22                | 5 janvier 2010           | 5 janvier 2010           | 18 novembre 2009     | indéterminées        | 6                 | 4                 | Warner Home Video       |
| Chuck - Saison 3                              | 19                | 7 septembre 2010         | 7 septembre 2010         | 2 mai 2012           | indéterminées        | 5                 | 4                 | Warner Home Video       |
| Chuck - Saison 4                              | 24                | 11 octobre 2011          | 11 octobre 2011          | 10 octobre 2012      | indéterminées        | 5                 | 4                 | Warner Home Video       |
| Chuck - Saison 5                              | 13                | 8 mai 2012               | 8 mai 2012               | 3 avril 2013         | indéterminées        | 3                 | 2                 | Warner Home Video       |
| Chuck : Intégrale de la série (saisons 1 à 5) | 91                | 30 octobre 2012          | 30 octobre 2012          | 3 avril 2013         | indéterminées        | 23                | 17                | Warner Home Video       |

### Comics
En juin 2008, une série de six comics a été lancée, écrit par Peter Johnson et Zev Borow, dessiné par Jeremy Haun et Phil Noto, sorti chez Wildstorm et DC Comics à partir de juillet 2009. Actuellement aucune version française n'existe.

### Autres
Des goodies et T-Shirt existent sur la boutique officiel NBC Universal Store.
Il existe aussi des posters qui sont notamment distribués au Comic-Con de San Diego chaque année lors de la sortie vidéo de chaque saison.
Sur le site officiel de Zachary Levi, il est possible d'y acheter les T-Shirts, des casquettes, des pulls…
Note : Il y a très peu de produits dérivés de la série Chuck. Actuellement les coffrets DVD et disque Blu-ray sont déjà disponibles (États-Unis, France…).

### Projet de film
En mars 2013, après l'annonce de la production d'un film Veronica Mars, l'acteur Zachary Levi (interprète de Chuck Bartowski), inspiré par cette idée, a émis l'hypothèse de réitérer le projet avec Chuck en utilisant le même système de campagne Kickstarter afin d'établir le même financement participatif pour la création d'un film,. Il a aussi précisé les conflits de droits existants avec la série dans d'autres pays (comme le Japon), raison pour laquelle un film ne peut se faire pour le moment.